# Chiesa di Santa Maria della Carità (Ascoli Piceno)
La chiesa di Santa Maria della Carità è un luogo di culto cattolico di Ascoli Piceno, in piazza Roma.
È comunemente chiamata dai cittadini ascolani chiesa della Scopa dal nome della Confraternita dei Disciplinati, i cui aderenti, durante le processioni, si procuravano punizioni corporali con fruste a forma di scopa.

## Storia
La presenza della Confraternita dei Disciplinati è attestata già dal XIV secolo, e fu in quel periodo che dovette essere realizzato l'originario edificio di culto, cui doveva essere annesso un oratorio, corrispondente all'edificio a destra della chiesa. Tale istituto aveva il compito principale di assistere i condannati a morte nelle ultime ore della loro esistenza. Da questo luogo si avviavano i cortei verso il patibolo, che si trovava nella zona di Porta Tufilla, appena al di fuori delle mura, ed una testimonianza di questo è data dall'affresco staccato (attualmente conservato nella Pinacoteca civica) raffigurante la Madonna della Misericordia, proveniente dall'oratorio e databile alla metà del XV secolo, che presenta nella parte inferiore alcune incisioni con alcuni nomi riferibili proprio ad alcuni dei condannati.
A partire dal 1532 la chiesa venne ricostruita con l'aggiunta di una facciata su disegno di Cola dell’Amatrice, che vi lavorò fino al livello della trabeazione. I lavori ripresero tra 1544 e 1554, e più tardi, forse in coincidenza con l'affiliazione della Confraternita ascolana alla Pietà dei Carcerati di Roma avvenuta nel 1583, il progetto di Cola venne modificato con l'aggiunta di una parte superiore timpanata, con finestra centrale e due volute laterali, su modelli romani, specie del Gesù di Vignola.
I lavori continuano ad opera di vari scalpellini lombardi (da circa un secolo e mezzo molto attivi in città) e dell'ascolano Conte Conti, ed interessarono oltre che l'ordine superiore anche l'interno, per il quale furono probabilmente ripresi disegni dello stesso Cola, presumibilmente realizzati da architetti che gravitavano nei cantieri romani di Sisto V.
Tale opera di rifacimento ed ampliamento proseguì poi fino all'inizio del Seicento, nel momento in cui iniziava ad affacciarsi lo stile barocco, quando fu affidata ad Antonio Giosafatti, capostipite della dinastia di architetti e scultori, la costruzione dell'area absidale interna.

## Descrizione

### Esterno
La facciata si presenta con le quattro eleganti lesene corinzie con capitelli lavorati a foglie di ulivo che poggiano su solidi piedistalli, a trabeazione continua. Il portale centrale, a timpani spezzati, è ornato da imposte lignee cinquecentesche; al di sopra è lo stemma del Capitolo di San Pietro in Vaticano, a cui dal 1600 fu affiliata la Confraternita dei Disciplinati che gestiva la chiesa. Fu costruita su progetto di Cola dell’Amatrice, mentre il disegno dell'attico, inquadrato da pinnacoli di forma piramidale, è attribuito all'ascolano Conte Conti.
Al centro dell'ordine superiore si apre una finestra rettangolare sormontata da un mascherone e da una tabella con l'iscrizione MDLXXXIII (1583), che segna la data del probabile completamento della facciata.
Nella parte posteriore del corpo di fabbrica, sul lato sinistro, è il campanile rettangolare che si conclude nella singolare cuspide in laterizio a forma di bulbo, risalente alla fine del XVII secolo.

### Interno

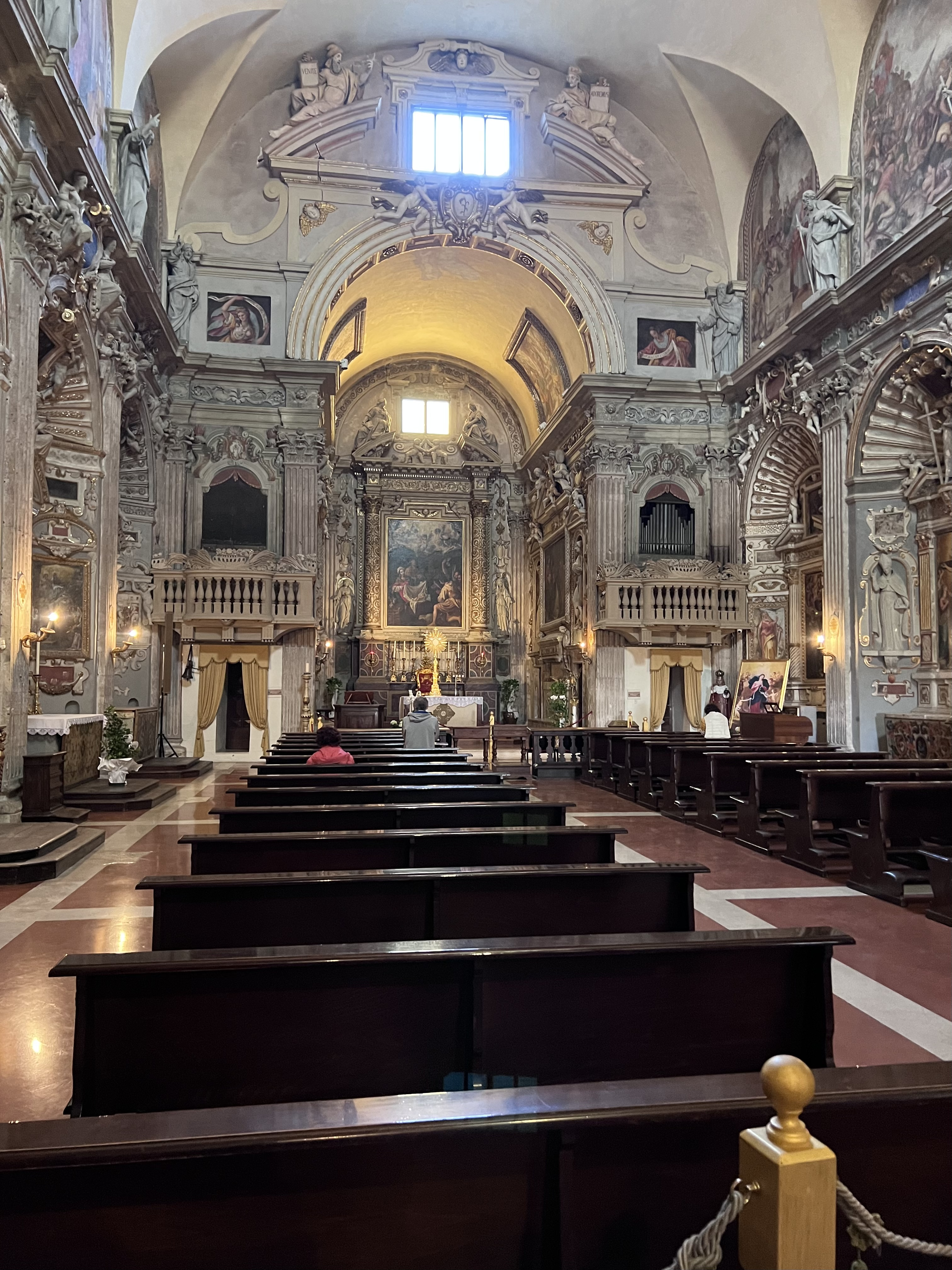
Interno

L'interno della chiesa presenta un'interessante commistione tra il classicismo architettonico tardorinascimentale ed una ricchezza decorativa che prelude già al Barocco. Viene per questo considerato come uno dei più importanti esempi di arte sacra del periodo controriformato nelle Marche, grazie all'intervento di decorazione degli altari laterali e dell'area presbiteriale, che copre un arco di circa un trentennio, dal periodo sistino al terzo decennio del Seicento; in tale periodo è possibile osservare l'evoluzione dello stile decorativo, caratterizzato da un progressivo arricchimento delle parti scultoree e in stucco.
Dal punto di vista architettonico l'interno è formato da un'unica navata con cappelle poco profonde, coperta da volta a vela e ornata di eleganti decorazioni seicentesche con figure volanti di angeli e di putti, che si sviluppano fino al livello del cornicione.
Le cappelle, cinque per ogni lato, concluse nella parte superiore da una conchiglia, sono ricche di decorazioni in stucco e pittoriche secondo uno schema decorativo che si ripete su ciascuna delle cappelle. Ogni nicchia è fiancheggiata da lesene corinzie, ognuna delle quali è sormontata dalla statua di un Apostolo, in stucco, del Serba.
La controfacciata e le pareti alte della navata sono decorate dal ciclo di affreschi realizzato, probabilmente dopo il 1630, da Girolamo Buratti, allievo del Pomarancio e del Cigoli, raffigurante vari episodi biblici tratti dal Libro dell'Esodo. Le tre scene della controfacciata, narrano le vicende di Giosuè (Giosuè che ferma il sole, l'Assedio di Gerico ed il Suono delle trombe levitiche) e sono caratterizzate da masse di uomini e cavalli e dalla concitazione delle scene; le otto scene poste entro lunette nella parte superiore della navata narrano le Storie di Mosè in Egitto e sono costruite con evidenti figure monumentali in primo piano dal vivace cromatismo. 
Il grande arco trionfale introduce all'area presbiteriale disegnata da Antonio Giosafatti, realizzata tra il 1603 ed il 1614 in forma di scarsella e decorata con stucchi bianchi e dorati. Tale aggiunta fu realizzata grazie alla volontà della famiglia Miliani, di cui rappresenta una sorta di mausoleo, essendovi collocate le monumentali sepolture di due suoi esponenti, che occupano interamente le pareti laterali rispetto all'altare maggiore. Nella scarsella sono tre tele, sempre del Buratti, con l'Adorazione dei Pastori all'altare maggiore e l'Adorazione dei Magi e la Circoncisione alle pareti laterali, realizzate intorno al 1640.

### Altari
Nell'ottica controriformista di una rinnovata centralità data all'altare, le chiese in questo periodo vengono rimaneggiate esaltandone il suo ruolo. In tale chiesa le famiglie nobili ascolane, tra quelle affiliate alla Confraternita che la gestiva, gareggiarono per realizzare i dieci ricchi altari esistenti, che denotano il passaggio dai moduli tardo cinquecenteschi verso l'adozione di motivi decorativi di inizio Barocco, caratterizzato da un progressivo ingrandirsi delle figure in senso monumentale. In ciascuna delle cappelle le pale, i dipinti murali (disposti secondo uno schema triangolare) e le decorazioni in stucco, creano un insieme armonico, creando uno degli interni più ricchi tra le chiese cittadine.
Navata destra:
- Cappella di Sant'Emidio, commissionata da Germana Odoardi, di cui compare lo stemma sulla trabeazione, collocabile attorno al 1610, con Sant'Emidio consacrato vescovo da papa Marcello (pala centrale), San Carlo Borromeo e Santa Rita con la committente, nei quadri laterali, e la Presentazione della Vergine al tempio, nella conchiglia sovrastante, tutte dipinte dall'ascolano Pietro Gaia, pittore ed orafo formatosi a Venezia presso Palma il Giovane.
- Cappella dell'Assunta, commissionata da Girolama della Torre e realizzata tra il 1610 ed il 1612, presenta una ricca decorazione in stucco realizzata dall'anziano Simone De Magistris, che però non riuscì ad eseguire gli affreschi. Giovanni Andrea Urbani completò la cappella nel 1612 con tre tele raffiguranti l'Assunta (pala centrale), San Gerolamo con la committente, Santo Stefano ai lati e la Trinità.[5]
- Cappella della Vergine, di patronato Trasi e significativamente intitolata alla titolare della chiesa, è la più antica della chiesa, essendo stata realizzata poco prima del 1590, quando la famiglia affida a Simone de Magistris la realizzazione dell'intero apparato decorativo, comprendente la ricca ornamentazione in stucco. Il Crocifisso ligneo del XVI secolo ha sostituito la pala centrale raffigurante la Natività datata 1590 e firmata da Simone insieme al figlio Solerzio, oggi in Collezione Zeri.[6] I tre dipinti ad affresco, inseriti nelle elaborate cornici in stucco dorato sostenute da putti, rappresentano l'Annunciazione in alto, l'Adorazione dei Magi a destra e la Presentazione al Tempio a sinistra.
- Cappella di San Giacomo della Marca, commissionata da Francesco Gilio attorno al 1606, presenta un disegno decorativo può essere attribuito allo stesso De Magistris ed ha come pala centrale la Crocifissione con la Madonna, la Maddalena e San Giacomo della Marca, del veneto Pietro Gaia. Ai lati sono le figure in stucco di San Lorenzo e Sant'Emidio, collocate entro nicchie.
- Cappella del Carmine, realizzata su incarico di Pamphilia Odoardi e decorata da Venceslao Corrigioli, venne completata entro il 1609. La pala raffigura la Vergine del Carmelo con San Pietro e San Francesco stigmatizzato, mentre nei riquadri laterali sono raffigurati i Profeti Elia ed Eliseo.

Navata sinistra:
- La prima cappella fu l'ultima ad essere realizzata, tra il 1626 ed il 1629, su commissione di Leonora Alvitreti, caratterizzato, come il corrispondente della navata destra, dalla maggiore ricchezza decorativa, oltre che dal candore degli stucchi e lo splendore degli ori. Fu realizzato da Sebastiano Ghezzi, in una delle sue rare prove da scultore, come è evidente dalle figure allegoriche della Penitenza e della Verginità e dal Cristo che appare tra le nuvole, in alto. La pala centrale fu commissionata a Guido Reni e raffigura l'Annunciazione, realizzata tra il 1628 ed il 1629. Entrata nel 1861 nella Pinacoteca ascolana, fu sostituita in chiesa dalla copia realizzata da Ferdinando Cicconi.
- Cappella di San Pietro, realizzata nel 1613, ha l'unico altare realizzato in marmi policromi e presenta come pala d'altare San Pietro liberato dal carcere. Probabilmente di fronte a questa cappella sostavano a pregare i parenti dei condannati a morte, con un evidente legame alla funzione della Confraternita che gestiva la chiesa.
- La cappella successiva, commissionata da Vincenzo Soderini attorno al 1615, presenta, ricavato nello spazio della pala d'altare, un tabernacolo dipinto con la raffigurazione di Cristo alla colonna tra i Santi Gioacchino ed Anna, realizzato da Venceslao Corrigioli, altra immagine legata alla Confraternita. Nelle nicchie laterali sono le raffigurazioni allegoriche in stucco della Fede e della Speranza.
- Cappella di Santa Maria della Carità, caratterizzata dalla tavola attribuita a Pietro Alemanno, raffigurante la Vergine della Misericordia.
- Cappella di San Marco, commissionata nel 1597 da Marco Cornacchia, interamente eseguita da Pietro Gaia, secondo uno schema compositivo ispirato a quello originario del Magistris nella cappella della Vergine: al centro una pala in questo caso raffigurante la Crocifissione con la Vergine, San Giovanni e San Marco e due scene laterali, entro cartigli in stucco raffiguranti tre episodi della vita del Santo: la Predica, la Guarigione di Aniano e la Morte.

Ciascuno degli altari è arricchito da paliotti decorati a motivi vegetali attorno ad un ovale centrale, realizzati tra XVII e XVIII secolo, tra cui uno di cui è stata rintracciata la data di esecuzione: 1697